# Emanuel Fernandes
Emanuel de Jesus R. da Cos Fernandes (* 25. Juli 1967 in Moçâmedes) ist ein angolanischer Beachvolleyballspieler.

## Karriere
Fernandes trat 1995 und 1996 bei zwei internationalen Turnieren in Kapstadt und Durban an. 2007 bildete er ein Duo mit Morais Abreu und spielte auf der FIVB World Tour. Bei den Auftritten in diesem Jahr kamen die beiden Angolaner jeweils auf den 41. Platz. 2008 traten sie auch bei einigen Grand Slams an. Bei den Marseille Open erreichten sie den 25. Rang. Sie qualifizierten sich für die Olympischen Spiele in Peking. Dort mussten sie in ihren Gruppenspielen unter anderem gegen die beiden Duos antreten, die später um die Bronzemedaille spielten. Fernandes/Abreu konnten keinen Satz gewinnen und schieden deshalb nach der Vorrunde aus. Nach dem Olympiaturnier absolvierten sie noch die Guarujá Open, bevor sich ihre Wege trennten.